# Diecezja Lamezia Terme
Diecezja Lamezia Terme – diecezja rzymskokatolicka we Włoszech. Powstała w 600 jako diecezja Nicastro. Pod obecną nazwą od 30 września 1986.

## Lista ordynariuszy diecezjalnych
- Franciotto Orsini (1517 - 1518)
- Andrea della Valle (1518 - 1518)
- Giovanni Pietro Ricci (1530 -)
- Nicola Regitano (1533 - 1533)
- Paolo Capizucchi (1533 - 1539)
- Marcello Cervini (1539 - 1540)
- Giacomo Savelli (1540 - 1554)
- Mariano Savelli (1554 - 1556)
- Giacomo Savelli (1556 - 1560)
- Giovanni Antonio Facchinetti de Nuce (1560 - 1575)
- Ferdinando Spinelli (1575 - 1581)
- Alessandro Ravadio (1582 - 1585)
- Clemente Bontodasio, O.F.M. Conv. (1586 - 1594)
- Pietro Francesco Montorio (1594 - 1620)
- Ferdinando Confalone (1621 - 1624)
- Baldassarre Bolognetti, O.S.M. (1624 - 1629)
- Alessandro Castracani (Castracane) (1629 - 1632)
- Giovan Battista Curiale (Correale) (1632 - 1634)
- Domenico Ravenna (1635 - 1637)
- Marco Antonio Mandosio (1637 - 1638)
- Giovanni Tommaso Perrone (1639 - 1677)
- Francesco Tansi (1680 - 1692)
- Nicola Cirillo (1692 - 1709)
- Giovanni Carafa, C.R. (1718 - 1719)
- Domenico Angeletti (1719 - 1731)
- Francesco Maria Loyero (1731 - 1736)
- Achille Puglia (1737 - 1773)
- Paolino Pace (1768 - 1773)
- Francesco Paolo Mandarani (1773 - 1796)
- Carlo Pellegrini (1798 - 1818)
- Gabriele Papa (1819 - 1824)
- Niccola Berlingeri (1825 - 1854)
- Giacinto Maria Barberi, O.P. (1854 - 1891)
- Domenico Maria Valensise (1891 - 1902)
- Giovanni Régine (1902 - 1915)
- Eugenio Giambro (1916 - 1955)
- Vincenzo Maria Jacono (1955 - 1961)
- Vittorio Moietta (1961 - 1963)
- Renato Luisi (1963 - 1968)
- Ferdinando Palatucci (1968 - 1982)
- Vincenzo Rimedio (1982 - 2004)
- Luigi Antonio Cantafora (2004 - 2019)
- Giuseppe Schillaci (2019 - 2022)
- Serafino Parisi (od 2022)